# 1828 în literatură
Anul 1828 în literatură a implicat o serie de evenimente și cărți noi semnificative.  

## Cărți noi
- Anna Eliza Bray - The White Hoods: an Historical Romance
- Edward Bulwer-Lytton, 1st Baron Lytton - Pelham
- George Croly - Salathiel
- Selina Davenport - Italian Vengeance and English Forbearance
- Elizabeth Caroline Grey - De Lisle
- Gerald Griffin - The Collegians
- Jane Harvey - The Ambassador's Secretary
- Ann Hatton - Uncle Peregrine's Heiress
- Nathaniel Hawthorne - Fanshawe
- Robert Huish - The Red Barn
- Washington Irving - The Life and Voyages of Christopher Columbus
- Jane C. Loudon - The Mummy!
- The Lustful Turk (anonim)
- John Neal - Rachel Dyer
- Susanna Rowson - Lucy Temple
- Sir Walter Scott - The Fair Maid of Perth
- Rosalia St. Clair - Ulrica of Saxony

## Nașteri
- 8 februarie - Jules Verne (d. 1905)